# Coll de la Vaca (Gratallops)
El Coll de la Vaca és una muntanya de 381 m que es troba al terme municipal de Gratallops, a la comarca catalana del Priorat.
Està situada poc més d'un quilòmetre al nord de la població de Gratallops, a ponent de la carretera T-710 i de la partida de la Capelleta i al nord de la de los Socarrats.